# Маплтон (Міннесота)
Маплтон (англ. Mapleton) — місто (англ. city) в США, в окрузі Блю-Ерт штату Міннесота. Населення — 1710 осіб (2020).

## Географія
Маплтон розташований за координатами 43°55′33″ пн. ш. 93°57′15″ зх. д. / 43.92583° пн. ш. 93.95417° зх. д. (43.925952, -93.954040).  За даними Бюро перепису населення США в 2010 році місто мало площу 3,79 км², з яких 3,78 км² — суходіл та 0,01 км² — водойми.

## Демографія
Згідно з переписом 2010 року, у місті мешкало 1756 осіб у 681 домогосподарстві у складі 475 родин. Густота населення становила 464 особи/км².  Було 715 помешкань (189/км²).
Расовий склад населення:
| - 97,4 % — білих - 0,8 % — чорних або афроамериканців - 0,5 % — азіатів - 0,1 % — вихідців з тихоокеанських островів - 0,1 % — корінних американців |

До двох чи більше рас належало 1,1 %. Частка іспаномовних становила 1,9 % від усіх жителів.
За віковим діапазоном населення розподілялося таким чином: 27,4 % — особи молодші 18 років, 55,1 % — особи у віці 18—64 років, 17,5 % — особи у віці 65 років та старші. Медіана віку мешканця становила 36,9 року. На 100 осіб жіночої статі у місті припадало 93,8 чоловіків;  на 100 жінок у віці від 18 років та старших — 92,3 чоловіків також старших 18 років.
Середній дохід на одне домашнє господарство  становив 53 445 доларів США (медіана — 50 703), а середній дохід на одну сім'ю — 58 576 доларів (медіана — 55 185). Медіана доходів становила 43 750 доларів для чоловіків та 32 375 доларів для жінок. За межею бідності перебувало 16,2 % осіб, у тому числі 22,6 % дітей у віці до 18 років та 9,8 % осіб у віці 65 років та старших.
Цивільне працевлаштоване населення становило 798 осіб. Основні галузі зайнятості: освіта, охорона здоров'я та соціальна допомога — 29,7 %, роздрібна торгівля — 14,5 %, виробництво — 13,3 %.